# Taimarita
Taimarita är en ort i Mexiko.   Den ligger i kommunen Mezquitic och delstaten Jalisco, i den centrala delen av landet, 600 km nordväst om huvudstaden Mexico City. Taimarita ligger 912 meter över havet och antalet invånare är 130.
Terrängen runt Taimarita är kuperad österut, men västerut är den bergig. Taimarita ligger nere i en dal. Runt Taimarita är det mycket glesbefolkat, med 4 invånare per kvadratkilometer. Närmaste större samhälle är San Andrés Cohamiata, 19,2 km sydväst om Taimarita. I omgivningarna runt Taimarita växer huvudsakligen savannskog.